# U-Bahnhof Dnipro
Der U-Bahnhof Dnipro (ukrainisch Дніпро (станція метро) Dnipro (stanzija metro), russisch Днепр (станция метро) Dnepr (stanzija metro)) ist ein U-Bahnhof der Metro Kiew in der ukrainischen Hauptstadt Kiew. Nach seiner Eröffnung war er bis zum 5. November 1965 Endstelle der ersten Kiewer Metrolinie. Der Bahnhof ist die einzige oberirdische Station auf dem rechten Ufer des Dnepr, nach dem sie benannt ist. Von hier verkehrt die Metro in westliche Richtung unterirdisch, in östliche Richtung oberirdisch.
Von 1960 bis Anfang der 1990er Jahre wurden, je nach verwendeter Sprache, in Publikation beide Namen genutzt. Die Beschriftung in und an der Station war dagegen von Anfang an nur in ukrainischer Sprache gehalten.
Aufgrund seiner Lage – es befinden sich nach Auflassung der Straßenbahnhaltestelle weder Wohngebiete, noch Industriebetriebe oder touristische Objekte in seiner Nähe – gehört er zu den weniger frequentierten Bahnhöfen der Metro. Er war jedoch als Endpunkt der ersten Ausbaustufe, vor allem aber aus betrieblichen Gründen, bis 1965 unentbehrlich.
Der Bahnhof hat die mit einer Länge von 124 m längsten Bahnsteige der Kiewer Metro und könnte Züge mit sechs Wagen abfertigen. Jedoch kann keine andere Kiewer Metrostation derart lange Züge aufnehmen.

## Geschichte

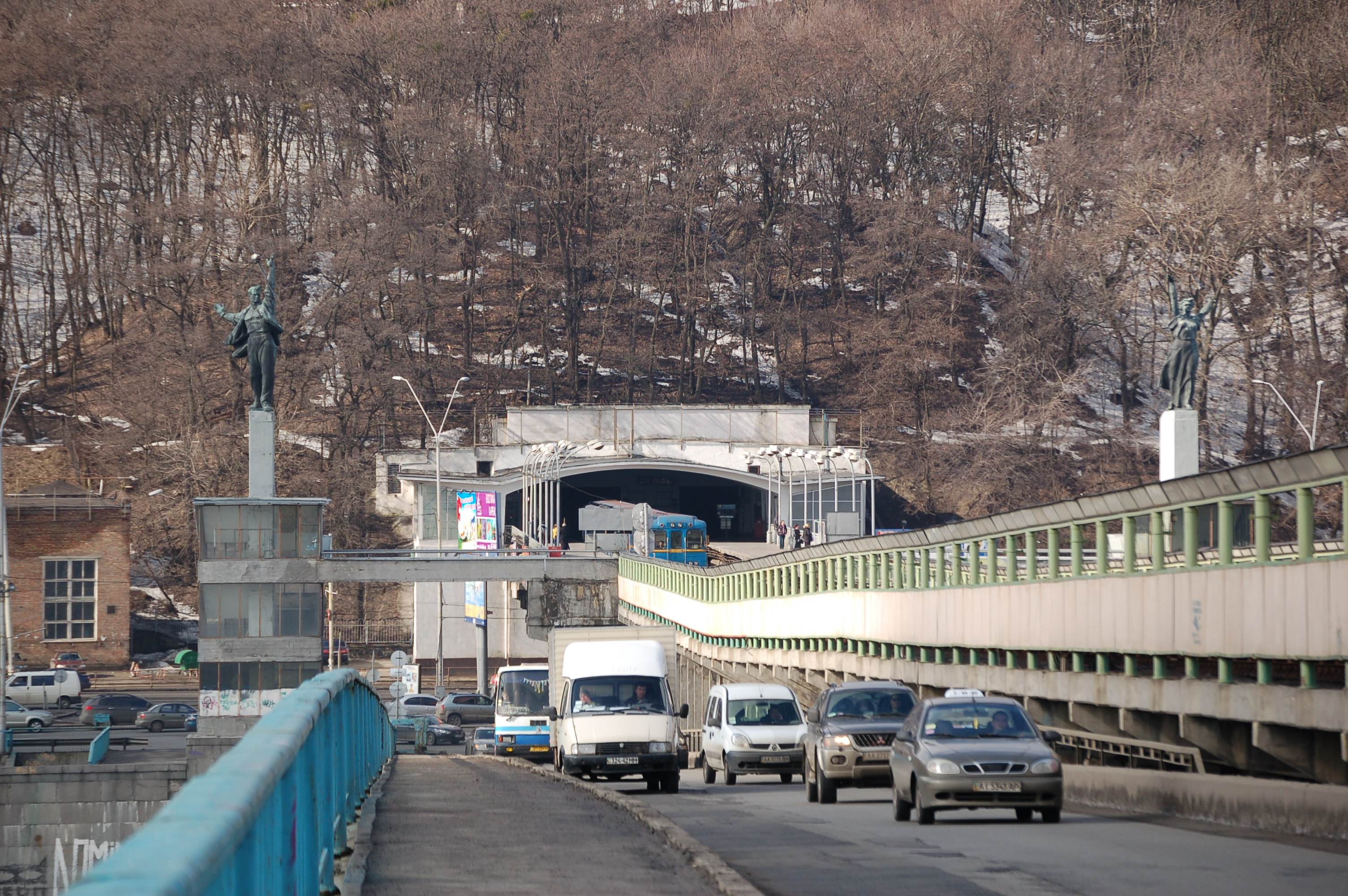
Blick von der Metrobrücke auf den Bahnhof, links das Gebäude der ehemaligen Ausbesserungshalle

Der Bau des Bahnhofes war Teil des ersten Bauabschnittes der Kiewer Metro, der das Teilstück von der Station Woksalna bis zum Dnepr umfasste. Die Planungen für den Bau begannen bereits Ende der 1940er Jahre. Vorgesehen war ein Kopfbahnhof auf Straßenniveau, eine Weiterführung der Strecke über den Dnepr auf das andere Ufer war nicht vorgesehen. Die Gleise lagen bei diesem Entwurf nicht quer, sondern längs zum Fluss.
Auch eine 1947 entworfene Variante mit einer überlebensgroßen Stalinfigur wurde verworfen. Hier war die Station quer zum Fluss angeordnet, eine Verlängerung über den Dnepr war vorgesehen. Während die Lage und konstruktive Idee – unmittelbar am Tunneleingang und mit aufgeständerter Trasse als Straßenüberquerung – fortan gleich blieben, änderte sich die Architektur stark. Ursprünglich war ein massiver Baukörper im Stil des sozialistischen Klassizismus geplant. 1952 wurde ein unionsweiter Wettbewerb für die Gestaltung der Bahnhöfe des ersten Bauabschnittes ausgeschrieben. Eingereichte Entwürfe für die Station Dnepr lehnten sich an klassizistische Tempel oder die russische Architektur des 19. Jahrhunderts an. Mit dem Ende des Stalinismus änderten sich jedoch auch die Ansichten über eine zeitgemäße Architektur in der UdSSR. Daher wurde 1958 ein neuer Wettbewerb ausgeschrieben, dessen Entwürfe zurückhaltender ausfielen. Architekten des Bahnhofes waren Slawa Stanislawowitsch Pawlowskij, Gennadi Iwanowitsch Granatkin, Anatoli Fjodorowitsch Ignaschtschenko, Pjotr Fotijewitsch Krassizkij und Stanislaw Iossifowitsch Kruschinskij. Die Skulpturen wurden von Florian Abramowitsch Kozjubinskij und Edward Michailowitsch Kunzewitsch geschaffen.
Der Bau des ersten Streckenabschnittes zwischen den Stationen Arsenalna und Dnipro hatte bereits 1951 begonnen, also noch vor Festlegung des auszuführenden Projektes für den Bahnhof. Realisiert wurde schließlich ein eher schlichter Entwurf mit Anklängen an die klassische Moderne, der weitgehend auf Ornamente verzichtete.
Der Betrieb der Kiewer Metro wurde mit der Abfahrt des ersten Zuges am 6. November 1960 von diesem Bahnhof aufgenommen. Benutzt wurde zunächst nur das in Richtung Dnepr gesehen rechte Gleis, da das andere für den Metrolift benötigt wurde. Der Gleiswechsel erfolgte zwischen den Stationen Dnipro und Arsenalna. Bis 1965 wurde die Strecke über die Metrobrücke bis auf das linke Dneprufer verlängert, die Betriebsaufnahme erfolgte am 5. November 1965. Fortan wurden beide Bahnsteige benutzt.
Unmittelbar am Bahnhof befand sich eine Haltestelle der dem rechten Dneprufer folgenden Straßenbahnlinie, mit der Ziele wie der Kontraktowa-Platz und der Postplatz erreicht werden konnten. Mit der autofreundlichen Umgestaltung des Dneprufers 2011 wurden die Straßenbahngleise jedoch entfernt.

## Architektur

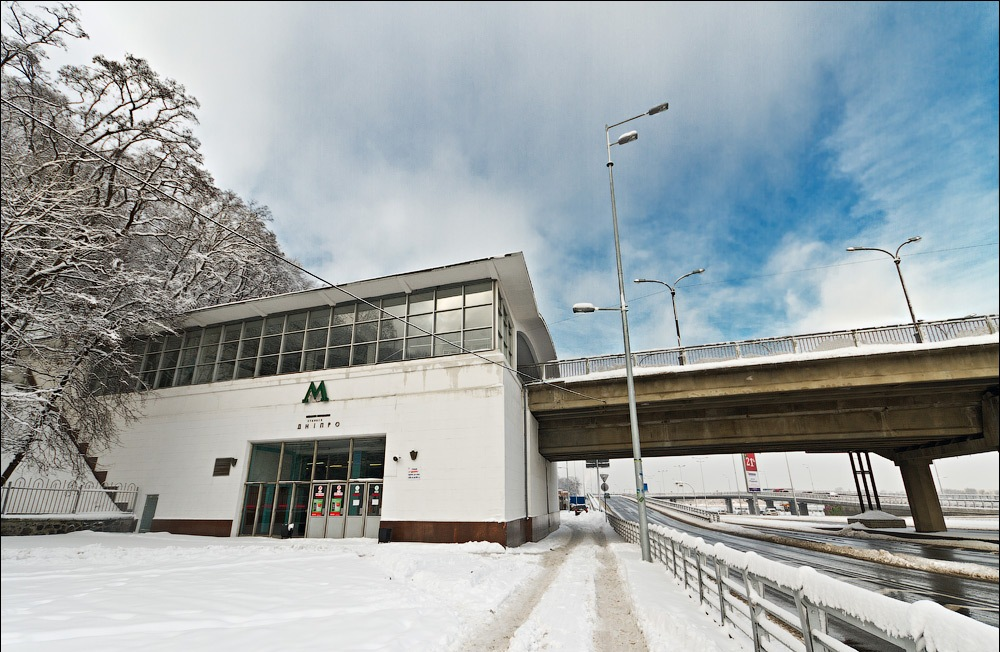
Ansicht des Empfangsgebäudes von der Uferchaussee aus

Der Bahnhof hat zwei Richtungsgleise mit Seitenbahnsteigen. Die Bahnsteige beginnen direkt am Tunnel und führen über die Uferchaussee auf einer aufgeständerten Fahrbahn mit vier Feldern bis zum Ufer des Dnepr. Dort stehen neben den Bahnsteigen zwei Pylone, die als Basis für die Figuren „Arbeit“ und „Frieden“ dienen und gleichzeitig die Zugangstreppen am ostwärtigen Ende des Bahnsteiges aufnehmen. Mit dem Bahnsteig sind die Pylone über kurze Fußgängerbrücken verbunden. Der erste Teil des Bahnsteiges am Tunnel liegt noch in der Krümmung. Unmittelbar am Ende des Bahnsteigs beginnt der Anstieg der Fahrbahn auf das Niveau der Metrobrücke. Fahrbahn und Bahnsteige ruhen auf einer Konstruktion aus Stahlbeton.
Erschlossen wird die Station vom Straßenniveau über Treppen. Jeweils zwei Treppen in verglasten Treppenhäusern sind um die die Figuren tragenden Pylon herum gelegt, zwei weitere befinden sich auf der Straßenseite im Empfangsgebäude. Dieses nimmt in seinem Unterteil die Kassenhalle auf, von der die Treppen zu den Bahnsteigen führen. Die Bahnsteighalle ist großzügig verglast. Die Überdachung erstreckt sich nur über den im Empfangsgebäude liegenden, kürzeren Teil der Bahnsteige, der längere Teil ist nicht überdacht. Damit ist der Bahnhof auch der einzige der Kiewer Metro, dessen Bahnsteige keinen Wetterschutz aufweisen. Eine Überdachung war noch zu Zeiten der Sowjetunion vorgesehen, wurde aber nie ausgeführt. Das Empfangsgebäude ist weiß verputzt und weist keine Schmuckelemente aus. Im Inneren ist es mit türkisfarbenen Keramikfliesen gefliest.

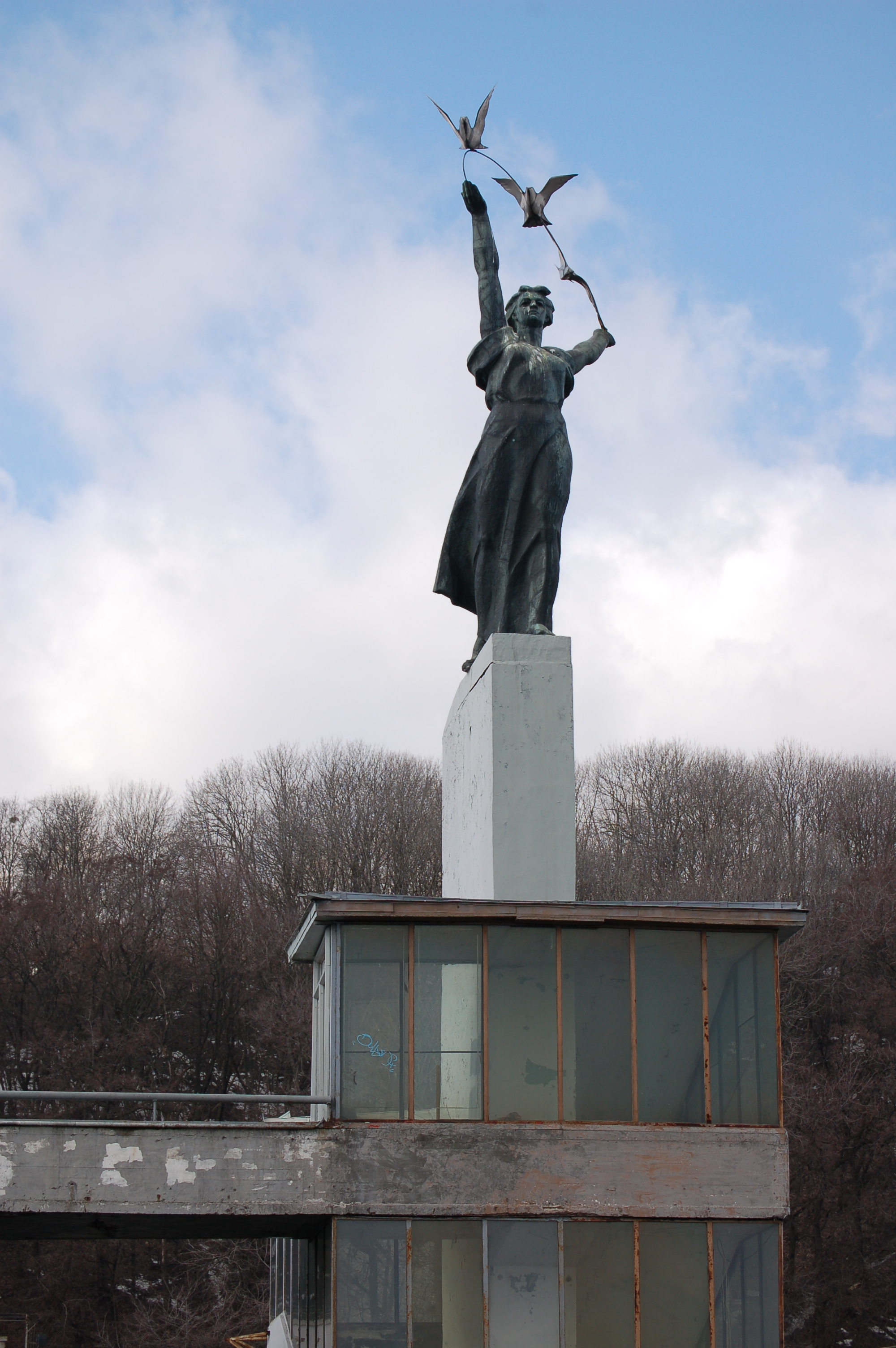
Figur „Frieden“
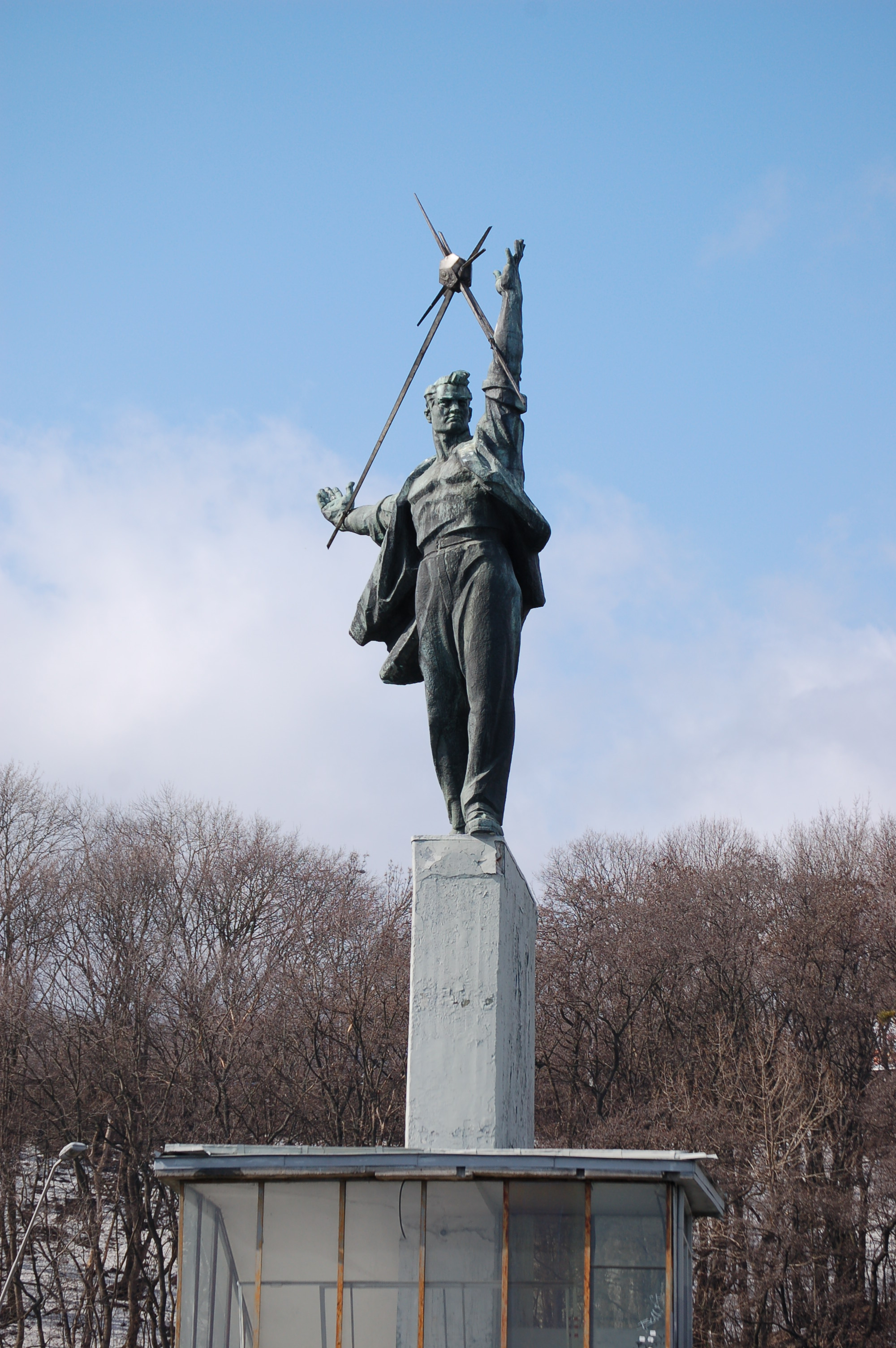
Figur „Arbeit“
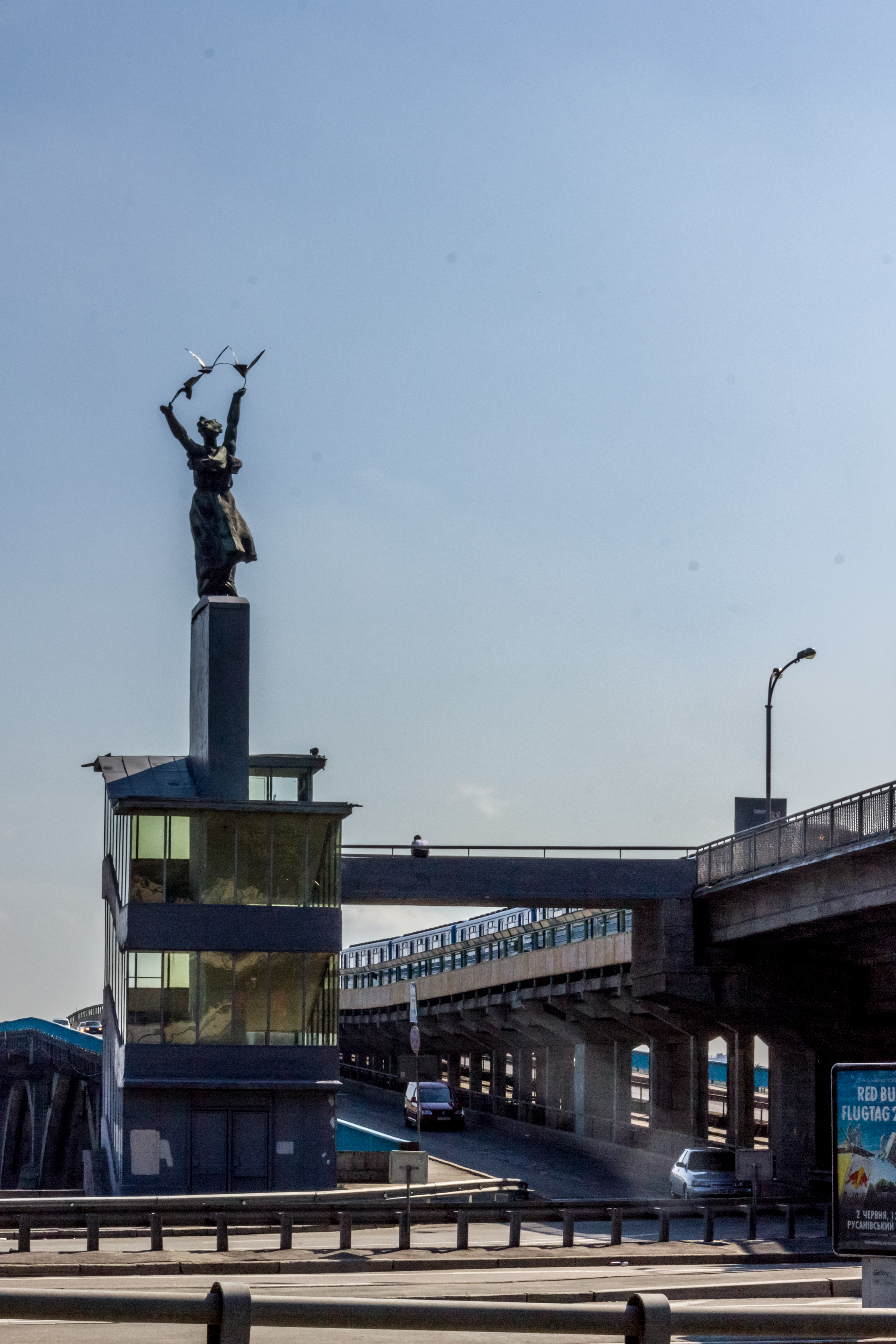
Nördlicher Treppenturm am ostwärtigen Ende der Station
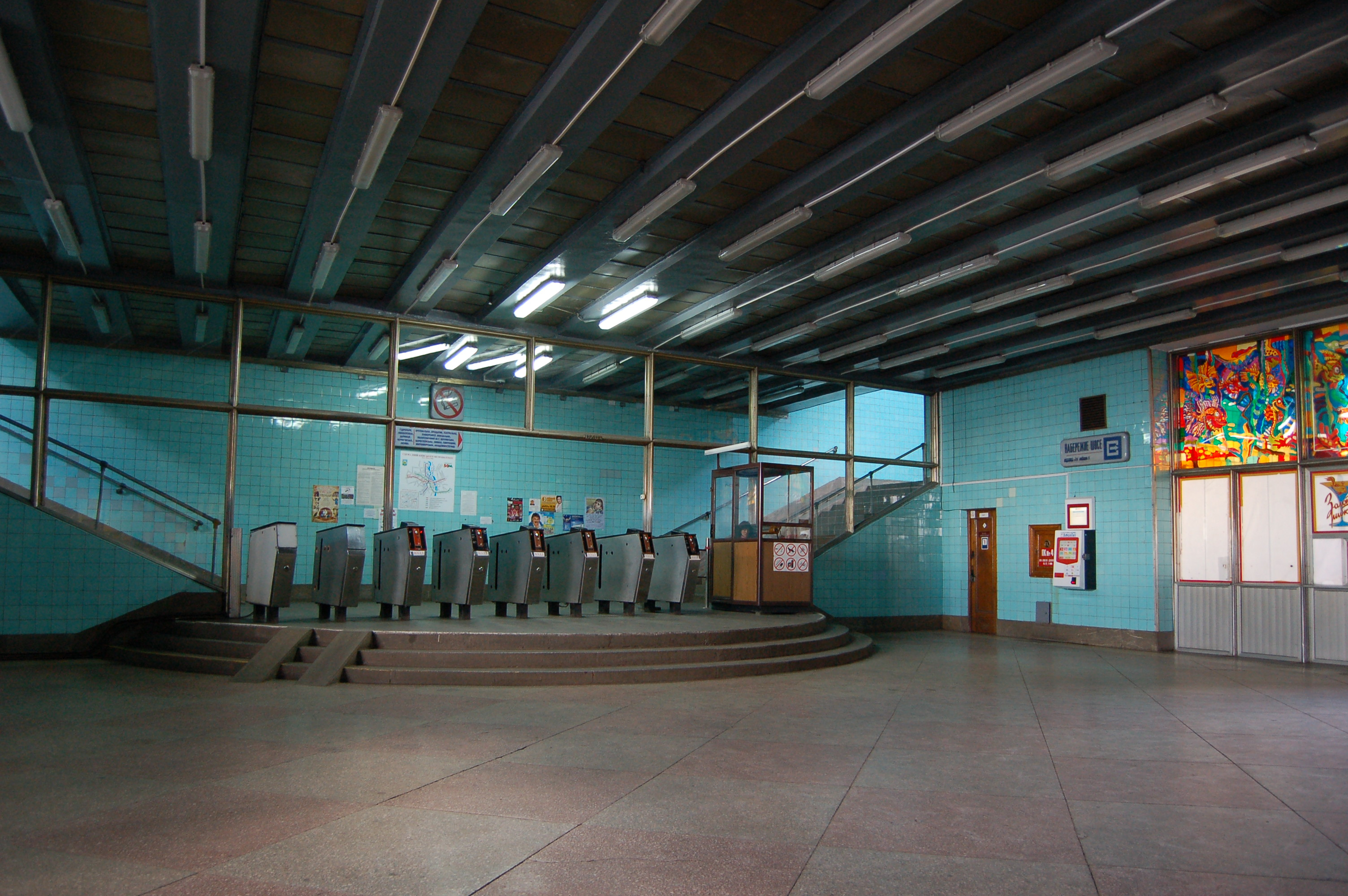
Vestibül mit Treppenaufgängen zu den Außenbahnsteigen
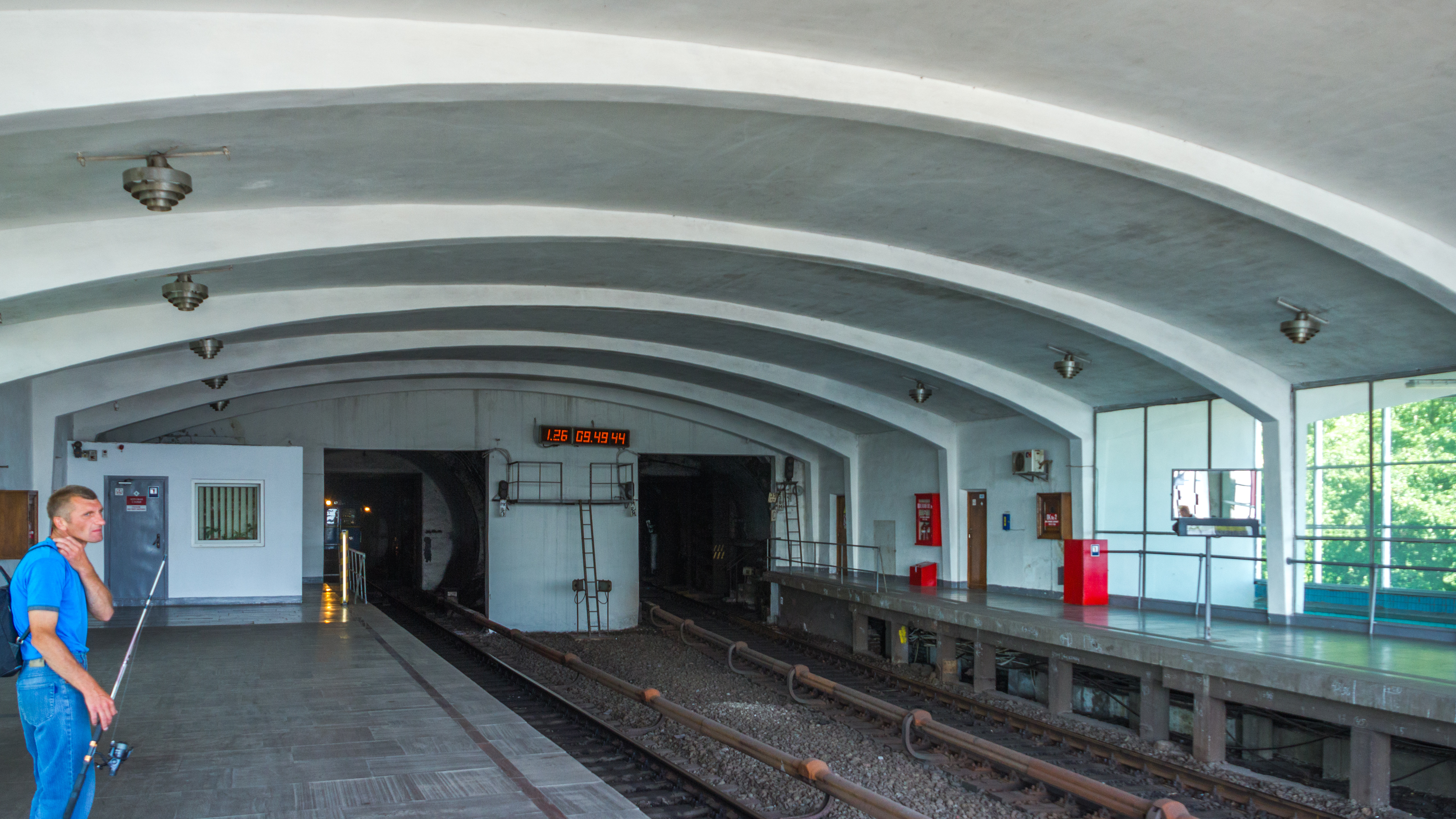
Überdachter Teil des Bahnsteigs mit Tunneleinfahrt

## Metrolift
Eine Besonderheit der Station war bis 1965 vorhandene Aufzug für Metrofahrzeuge. Nach der Fertigstellung des ersten Teilstückes der Kiewer Metro besaß dieses keine Gleisverbindung zum Eisenbahn- oder Straßenbahnnetz des Landes. Dies war problematisch, da die andernorts gebauten Fahrzeuge auf die Gleise der Metro überführt werden mussten, ebenso war eine Überführung aus dem Metronetz für Instandsetzungen notwendig. Ein geplanter Verbindungstunnel von der Station Woksalnaja zur Erdoberfläche erwies sich als zu teuer, so dass dieses Projekt verworfen wurde. Stattdessen kam ein Aufzug in Verbindung mit einer Drehscheibe zur Anwendung.
Die Fahrzeuge wurden auf der Eisenbahn bis zum Bahnhof Darnyzja überführt. Dort wurde sie auf die Gleise des Straßenbahn umgesetzt und über die Paton-Brücke auf das rechte Dneprufer überführt. Von dort gelangten sie auf den damals noch vorhandenen Gleisen der Uferchaussee bis zur Metrostation Dnepr. Unmittelbar unter der Brücke befand sich neben der Chaussee eine für einen Wagen ausgelegte Drehscheibe. Auf ihr wurde der Wagen um 90 Grad gedreht und dann vom Aufzug auf das Niveau der Metrogleise gehoben. Dazu war das in Fahrtrichtung Stadtzentrum führende Bahnhofsgleis nicht bis zum Stationsende geführt, so dass der Aufzug in oberer Position am verkürzten Bahnhofsgleis ansetzte. Anschließend wurde der Wagen in Richtung Tunnel gefahren, um Platz für den nächsten Wagen im Aufzug zu schaffen. Bei Nichtgebrauch wurde der Aufzug in die obere Position gefahren, mit Blechen abgedeckt und als weiterer Bahnsteig genutzt. Das Aussetzen von Wagen aus dem Metronetz erfolgte in umgekehrter Reihenfolge.
Für Instandhaltungsarbeiten wurde unmittelbar südlich der Station auf dem Niveau der Uferchaussee ein Depot mit Platz für zwei Wagen errichtet. Die Zufahrt erfolgte über eine Weichenverbindung der Straßenbahngleise.
Die Anlage wurde 1965 mit Inbetriebnahme der Metrobrücke abgebaut, da sie den zweigleisigen Verkehr behinderte und außerdem das neue Depot in Darniza jetzt direkt von der Gleisen der Metro erreicht werden konnte. Die Ausbesserungshalle blieb erhalten.